# Зырянка (Тюменский район)
Зырянка — деревня в Тюменском районе Тюменской области России, входит в Успенское муниципальное образование. Деревня находится в 35 км от Тюмени, рядом с Транссибом (остановочный пункт 2108 км).

## История
Упоминается в документах 1623 года под названием Зырянская. Одна из первых деревень Тюменского района. Основали её тюменские ямщики, и было в ней 5 дворов. Названа она, видимо, по фамилии первопоселенца.
Однако Г. Ф. Миллер в своей «Истории…» упоминал о зырянских татарах, или зырянцах, и писал, что «в прежнее время под этим названием подразумевались некоторые татары в Тюменском уезде, которые чуть позднее, не признавая более русскую власть, ушли в отдаленные места».
Жители Зырянки занимались в основном землепашеством. В конце XIX века начали заниматься пчеловодством. В 1897 году в деревне появилась первая пчеловодная пасека — с рамочными ульями, современным инвентарем, книгами и журналами.
В 1934 году в деревне создали МТС. Когда началась Великая Отечественная война и мужчины-механизаторы ушли на фронт, девушки-трактористки МТС, комсомолки Белоглазова и Шебалкова, обратились к подругам с призывом встать на тракторы и комбайны вместо ушедших на фронт братьев и отцов. Многие женщины научились водить эту технику и работали на ней всю войну. В начале XXI века сельхозугодья Зырянки принадлежали ТОО «Успенское».

## География
По правому берегу Кармака, западнее деревень Успенки и Зырянки, проходит граница зелёной зоны Тюмени. От Кармака до границы со Свердловской областью, слева от Московского тракта, расположена территория Успенского комплексного заказника, открытого в 1963 году.
В южной оконечности Зырянки речка Кармак запружена, к левому берегу пруда подступает небольшой сосновый бор.

## Транспорт
Весной 2008 года дорогу в Зырянку асфальтировали. Автобусное сообщение временно прерывалось, но было возобновлено 1 ноября 2007 года, когда после реконструкции был вновь открыт железнодорожный переезд. Доехать до Зырянки можно на автобусе № 111; три рейса в день, — от Тюменского автовокзала: в 5.35, 13.00, 17.45. Также — на электропоезде «Озеро-Андреевское-Ощепково» до открытой платформы «2108 км».

## Инфраструктура
Деревня относится к Успенскому муниципальному образованию, население около 800 человек, есть школа, где учатся около 120 учеников, детский сад, фельдшерско-акушерский пункт (новый, открыт 20 мая 2008 года), дом культуры, четыре магазина. Жители занимаются полеводством и животноводством, работают и в Тюмени.